# Dendrochirus bellus
Dendrochirus bellus és una espècie de peix pertanyent a la família dels escorpènids.

## Descripció
- Fa 15 cm de llargària màxima.[6][7]

## Hàbitat
És un peix marí, demersal i de clima temperat que viu entre 10-200 m de fondària.

## Distribució geogràfica
Es troba al Japó, Taiwan i Nova Caledònia.

## Observacions
És inofensiu per als humans.